# 路易斯·蘇伯卡索
路易斯·蘇伯卡索（西班牙語：Luis Subercaseaux，1882年—1973年）是一名智利田徑運動員。智利奧委會聲稱他曾參加1896年夏季奧運會100米、200米及400米田徑比賽，但官方賽後報告並沒有提及有這位運動員實際參賽過。